# Skam Austin
Skam Austin è una serie televisiva americana adolescenziale del 2018 creata da Julie Andem e Sarah Heyward. La serie è il remake dell'omonima serie norvegese iniziata nel 2015 e conclusa nel 2017. Come nella serie madre, Skam Austin riguarda la vita giornaliera di alcuni studenti di un liceo di Austin, e, inoltre, sulla pagina di Facebook Watch ufficiale vengono pubblicate quotidianamente delle clip (che compongono un episodio) e anche alcuni messaggi dal punto di vista della protagonista della stagione.

## Episodi

### Prima stagione
| Nº | Titolo originale                      | Prima TV       |
| -- | ------------------------------------- | -------------- |
| 1  | Asking God to make you a loser        | 27 aprile 2018 |
| 2  | Coolness is a private club            | 4 maggio 2018  |
| 3  | They can smell fear                   | 11 maggio 2018 |
| 4  | Ready to lose your virginity          | 18 maggio 2018 |
| 5  | Where did all the tolerable people go | 25 maggio 2018 |
| 6  | They all need to hear this            | 1 giugno 2018  |
| 7  | It was never gonna be ok              | 8 giugno 2018  |
| 8  | We will break through                 | 15 giugno 2018 |

### Seconda stagione
| Nº | Titolo originale       | Prima TV       |
| -- | ---------------------- | -------------- |
| 1  | Not my type            | 22 marzo 2019  |
| 2  | Carbs are my boyfriend | 29 marzo 2019  |
| 3  | Stuck                  | 5 aprile 2019  |
| 4  | Here I am              | 12 aprile 2019 |
| 5  | Great guy              | 19 aprile 2019 |
| 6  | Doesn't want you       | 26 aprile 2019 |
| 7  | Bad Girl               | 3 maggio 2019  |
| 8  | Not your fault         | 10 maggio 2019 |
| 9  | Thought you were chill | 17 maggio 2019 |
| 10 | Next Phase             | 24 maggio 2019 |

## Personaggi e interpreti

### Personaggi principali
- Megan Flores, interpretata da Julie Rocha.
- Marlon Frazier, interpretata da Till Simon.
- Grace Olson, interpretata da Kennedy Hermansen.
- Kelsey Russell, interpretata da Shelby Surdam.
- Josefina Valcenia, interpretata da Valeria Vera.
- Daniel Williamson, interpretato da Austin Terry

## Playlist
- Tove Lo - Stay High
- Britney Spears - Scream & Shout